# Team Arkéa-Samsic/Saison 2021
Diese Liste führt die Fahrer und die Siege des Radsportteams Arkéa-Samsic in der Saison 2021 auf.

## Siege
| Siege    | Siege                                                      | Siege      | Siege  | Siege          | Siege |
| Datum    | Rennen                                                     | Staat      | Klasse | Sieger         |       |
| -------- | ---------------------------------------------------------- | ---------- | ------ | -------------- | ----- |
| 30. Apr. | Asturien-Rundfahrt, 1. Etappe                              | Spanien    | 2.1    | Nairo Quintana |       |
| 2. Mai   | Asturien-Rundfahrt, Gesamtwertung                          | Spanien    | 2.1    | Nairo Quintana |       |
| 9. Mai   | Algarve-Rundfahrt, 5. Etappe                               | Portugal   | 2.Pro  | Élie Gesbert   |       |
| 15. Mai  | Trofeo Lloseta-Andratx                                     | Spanien    | 1.1    | Winner Anacona |       |
| 16. Mai  | Tro Bro Leon                                               | Frankreich | 1.Pro  | Connor Swift   |       |
| 29. Jul. | Vuelta a Castilla y León                                   | Spanien    | 1.1    | Matis Louvel   |       |
| 20. Aug. | Tour du Limousin, Gesamtwertung                            | Frankreich | 2.1    | Warren Barguil |       |
| 27. Aug. | Tour Poitou-Charentes en Nouvelle-Aquitaine, Gesamtwertung | Frankreich | 2.1    | Connor Swift   |       |
| 2. Okt.  | Classic Loire-Atlantique                                   | Frankreich | 1.1    | Alan Riou      |       |
| 9. Okt.  | Tour de Vendée                                             | Frankreich | 1.1    | Bram Welten    |       |

### Weitere Siege
| Datum    | Rennen                                            | Kat. | Fahrer          |
| -------- | ------------------------------------------------- | ---- | --------------- |
| 28. Juli | Französische U23 Meisterschaft – Einzelzeitfahren | CN   | Kevin Vauquelin |

## Fahrer
| Teamkader 2021          | Teamkader 2021     | Teamkader 2021         | Teamkader 2021                           |
| Name                    | Geburtsdatum       | Land                   | Vorheriges Team                          |
| ----------------------- | ------------------ | ---------------------- | ---------------------------------------- |
| Winner Anacona          | 11. August 1988    | Kolumbien              | Movistar Team (2019)                     |
| Warren Barguil          | 28. Oktober 1991   | Frankreich             | Team Sunweb (2017)                       |
| Thomas Boudat           | 24. Februar 1994   | Frankreich             | Total Direct Énergie (2019)              |
| Maxime Bouet            | 3. November 1986   | Frankreich             | Etixx-Quick Step (2016)                  |
| Nacer Bouhanni          | 25. Juli 1990      | Frankreich             | Cofidis, Solutions Crédits (2019)        |
| Amaury Capiot           | 25. Juni 1993      | Belgien                | Sport Vlaanderen-Baloise (2020)          |
| Benjamin Declercq       | 4. Februar 1994    | Belgien                | Sport Vlaanderen-Baloise (2019)          |
| Anthony Delaplace       | 11. September 1989 | Frankreich             | Sojasun (2013)                           |
| Miguel Flórez López     | 21. Februar 1996   | Kolumbien              | Androni Giocattoli-Sidermec (2020)       |
| Élie Gesbert            | 1. Juli 1995       | Frankreich             | VC Pays de Loudéac (2016)                |
| Donavan Grondin         | 26. September 2000 | Frankreich             | Vendée U Pays de la Loire (2019)         |
| Thibault Guernalec      | 31. Juli 1997      | Frankreich             | Pays de Dinan (2018)                     |
| Romain Hardy            | 24. August 1988    | Frankreich             | Cofidis, Solutions Crédits (2016)        |
| Kévin Ledanois          | 13. Juli 1993      | Frankreich             | CC Nogent-sur-Oise (2014)                |
| Matis Louvel            | 19. Juli 1999      | Frankreich             | VC Rouen 76 (2019)                       |
| Daniel McLay            | 3. Januar 1992     | Vereinigtes Königreich | EF Education First (2019)                |
| Christophe Noppe        | 29. November 1994  | Belgien                | Sport Vlaanderen-Baloise (2019)          |
| Łukasz Owsian           | 24. Februar 1990   | Polen                  | CCC Team (2019)                          |
| Markus Pajur            | 23. September 2000 | Estland                | Tartu 2024-Balticchaincycling.com (2020) |
| Laurent Pichon          | 19. Juli 1986      | Frankreich             | FDJ (2016)                               |
| Dayer Quintana          | 10. August 1992    | Kolumbien              | Neri Sottoli-Selle Italia-KTM (2019)     |
| Nairo Quintana          | 4. Februar 1990    | Kolumbien              | Movistar Team (2019)                     |
| Alan Riou               | 2. April 1997      | Frankreich             | Pays de Dinan (2018)                     |
| Diego Rosa              | 27. März 1989      | Italien                | Team Ineos (2019)                        |
| Clément Russo           | 20. Januar 1995    | Frankreich             | Probikeshop Saint-Étienne Loire (2017)   |
| Connor Swift            | 30. Oktober 1995   | Vereinigtes Königreich | Madison Genesis (2019)                   |
| Bram Welten             | 29. März 1997      | Niederlande            | BMC Development (2017)                   |
|                         |                    |                        |                                          |
| Quelle: ProCyclingStats |                    |                        |                                          |